# Viktória Kellermann
Viktória Kellermann (ur. 3 sierpnia 1984 w Zalaegerszeg) – węgierska tłumaczka.

## Życiorys
W latach 2002–2009 studiowała filozofię na Katolickim Uniwersytecie Pétera Pázmánya w Budapeszcie. Równocześnie na tym samym uniwersytecie ukończyła studia polonistyczne i anglistyczne. Odbyła studia doktoranckie w zakresie literaturoznawstwa. Od sierpnia 2012 do lipca 2013 pracowała w Instytucie Polskim w Budapeszcie. Od 2016 należy do Fiatal Írók Szövetsége (Stowarzyszenia Młodych Pisarzy). Od 2007 tłumaczy literaturę polską. Przetłumaczyła na węgierski pierwsze tomy Wiedźmina Andrzeja Sapkowskiego.

## Tłumaczenia
- 2011: Czesław Miłosz, Rodzinna Europa (współautor)[5]
- 2011: Andrzej Sapkowski, Az utolsó kívánság (Ostatnie życzenie)
- 2012: Andrzej Sapkowski, A végzet kardja (Miecz przeznaczenia)[5]
- 2013: Andrzej Sapkowski, Tündevér (Krew elfów)
- 2013: Andrzej Sapkowski, A megvetés ideje (Czas pogardy)
- 2015: Andrzej Sapkowski, Tűzkeresztség (Chrzest ognia)
- 2016: Aleksandra i Daniel Mizielińscy, Föld alatt / Víz alatt (Pod ziemią. Pod wodą)
- 2018: Piotr Socha – Wojciech Grajkowski, Méhek (Pszczoły); przy wsparciu Instytutu Książki[6]
- 2020: Piotr Socha, Fák (Drzewa; razem z Alíz Tóką)
- 2021: Olga Tokarczuk, – Joanna Concejo Az elveszett lélek (Zgubiona dusza)
- 2021L Anna Krztoń, Szedd össze magad (Weź się w garść)
- 2021: Wisława Szymborska, A növények hallgatása – Válogatott versek (Wiersze wybrane; razem z Gáborem Csordásem)

## Nagrody
- 2020: Stypendium Instytutu Współpracy Polsko-Węgierskiej im. Wacława Felczaka[7]
- 2010: Stypendium Ministerstwa Kultury i Dziedzictwa Narodowego w ramach projektu stypendialnego Thesaurus Poloniae[8].